# Leb wohl, Berlin

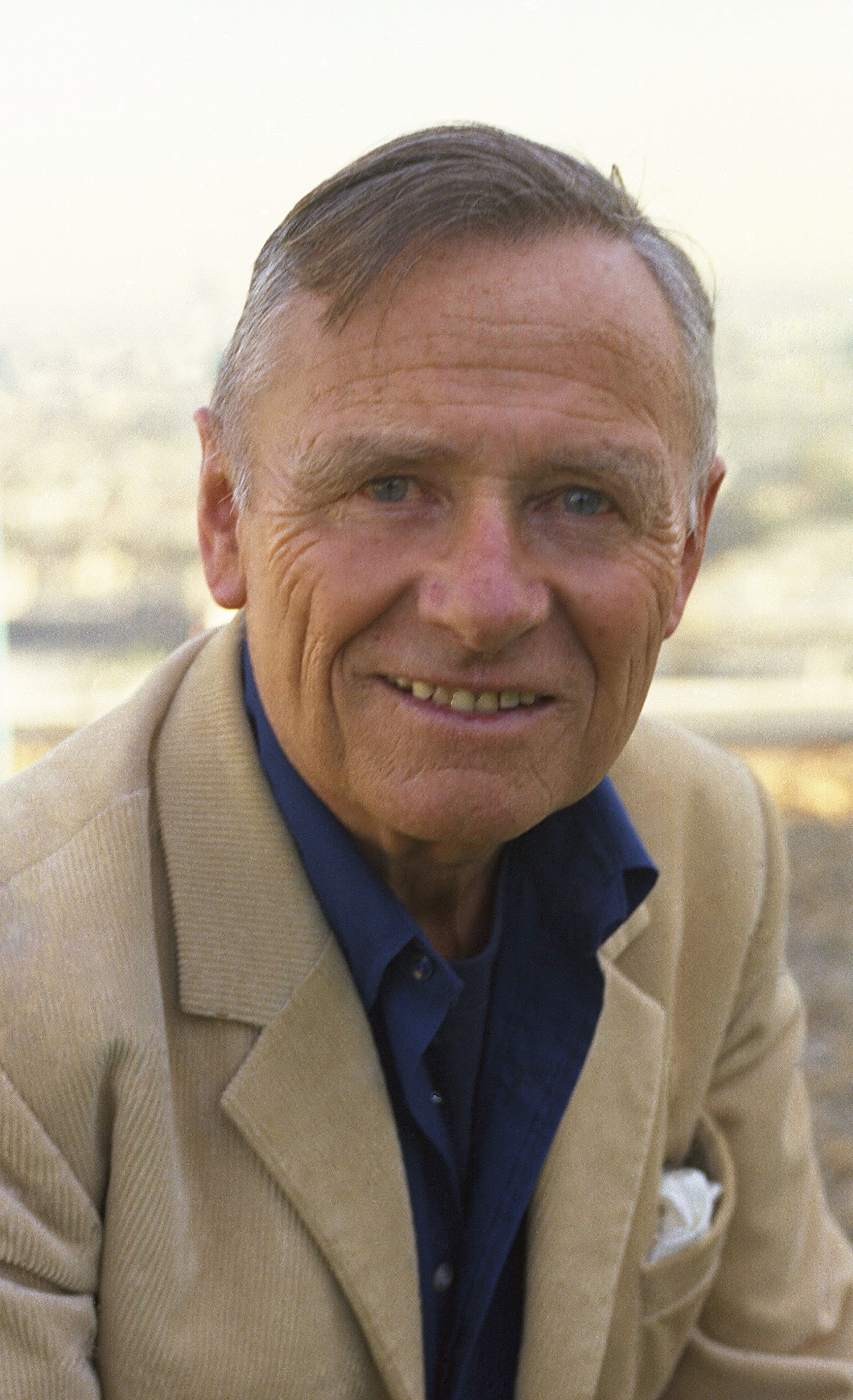
Christopher Isherwood 1973 in Los Angeles

Leb wohl, Berlin (englischer Originaltitel Goodbye to Berlin) ist ein 1939 in der Hogarth Press erschienener Roman von Christopher Isherwood (1904–1986). Das Buch trägt eine Widmung für John und Beatrix Lehmann. Isherwoods Vorwort datiert von September 1938, in dem er darauf hinweist, welche Teile des Buches bereits von Lehmann sowie bei Penguin oder bei Hogarth veröffentlicht wurden.
Das Buch war die Vorlage, nach der in den 1960er Jahren das Musical Cabaret entstand. Der kurze Roman wird häufig gemeinsam mit dem Roman Mr. Norris steigt um  unter dem Titel „The Berlin Stories“ veröffentlicht.
Das Magazin Time zählte die Berlin Stories zu den besten 100 englischsprachigen Romanen, die zwischen 1923 und 2005 veröffentlicht wurden und begründet dies damit, dass diese zwei kurzen Romane perfekte Schnappschüsse des Berlin der 1930er Jahre seien, wo ausgelassene Auswanderer immer intensiver tanzen und feiern, als würde sie dies vor dem heraufziehenden Nationalsozialismus schützen. Die britische Zeitung The Guardian nahm die Erzählung in die Liste der 1000 Romane auf, die jeder gelesen haben muss.

## Handlung
Der Roman ist eine autobiografische Wiedergabe von Isherwoods Zeit im Berlin der frühen 1930er Jahre und gibt atmosphärisch dicht die Lebenssituation unterschiedlicher Personen der zu Ende gehenden Weimarer Republik wieder:

„Ich bin eine Kamera mit weit geöffneter Blende, passiv aufzeichnend, nicht denkend“

lautet der Beginn des zweiten Absatzes des Romans. Der häufig zitierte Satz war namensgebend für das auf dem Roman basierende Theaterstück.
Während in Mr. Norris steigt um Isherwood den Ich-Erzähler noch William Bradshaw nannte, nutzt Isherwood hier seinen eigenen Namen für den Ich-Erzähler. Isherwood war zu der Überzeugung gekommen, dass die Nutzung von "William Bradshaw" – ein Name, der sich von Isherwoods vollständigem Namen Christopher William Bradshaw Isherwood ableitete – ein unüberlegtes Ausweichen gewesen sei.
Der Roman besteht aus sechs kurzen Geschichten, die miteinander in Zusammenhang stehen und aus der Perspektive des Ich-Erzählers Isherwood geschrieben sind. Im Einzelnen handelt es sich um
- Ein Berlin-Tagebuch (Herbst 1930)
- Sally Bowles
- Auf Rügen (Sommer 1931)
- Die Nowaks
- Die Landauers
- Ein Berlin-Tagebuch (Winter 1932/33)

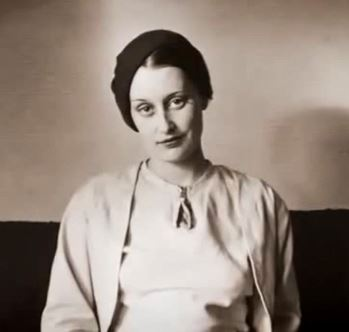
Jean Ross (1911–1973), Humphrey Spender, 1930er

Der Ich-Erzähler zieht nach Deutschland, um dort an einem Roman zu arbeiten. Er steht bald in Kontakt mit einer großen Zahl sehr unterschiedlicher Personen: Die liebevolle Pensionsinhaberin Fräulein Schröder, die auf Grund schwindenden Vermögens immer mehr Räume ihrer Wohnung vermieten muss; Natalia Landauer, die reiche jüdische Erbin; Peter und Otto, ein homosexuelles Paar, das vor dem Hintergrund der allmählich zu Macht und Einfluss gelangenden Nationalsozialisten mit seiner Sexualität zu Rande kommen muss, und schließlich die "göttlich dekadente" Sally Bowles. Als Vorlage diente ihm Jean Ross, eine temperamentvolle junge Britin, die er durch W. H. Auden und Stephen Spender kennengelernt hatte und die in Kabaretts auftrat.
In seiner Autobiografie Without Stopping behauptete der Autor und Komponist Paul Bowles, dass Isherwood seinen Nachnamen für die Figur Sally Bowles gewählt habe. Isherwood bestätigte dies in seinen 1976 erschienenen Erinnerungen Christopher and His Kind und schreibt, er habe sowohl den Klang des Namens als auch das Aussehen seines Besitzers geschätzt.

## Adaptionen

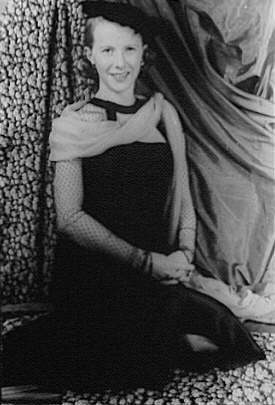
Julie Harris im Jahr 1952 als Sally Bowles in „Ich bin eine Kamera“

Der Roman war Basis für das Theaterstück I Am a Camera (Ich bin eine Kamera) von John Van Druten, das 1951 erstmals am Broadway aufgeführt wurde. Sally Bowles wurde von Julie Harris gespielt, die dafür ihren ersten Tony Award erhielt. Das Theaterstück wurde mit nur geringem Erfolg verfilmt.
1966 war der Roman Basis für eine Musical-Fassung, die 1966 unter dem Titel Cabaret aufgeführt wurde. Das Musical wurde 1972 unter der Regie von Bob Fosse mit gleichem Titel verfilmt, es spielen unter anderem Liza Minnelli, Michael York, Helmut Griem, Joel Grey und Fritz Wepper mit.